# 1899 na ciência

## Eventos
- 4 de novembro - "A Interpretação dos Sonhos", de Sigmund Freud: o primeiro modelo dos processos mentais.[1]
- Isolamento do elemento químico Actínio[2]
- Waldemar Jungner inventa a bateria de níquel cádmio.

## Nascimentos
| Data           | Nome            | Profissão                           | Nacionalidade  | Observações                                                                            | Ref         |
| -------------- | --------------- | ----------------------------------- | -------------- | -------------------------------------------------------------------------------------- | ----------- |
| 5 de abril     | Alfred Blalock  | cirurgião                           | Estados Unidos | m. 1964 Prémio Antonio Feltrinelli 1954 Prémio Internacional da Fundação Gairdner 1959 | [ 3 ] [ 4 ] |
| 20 de maio     | Lydia Cabrera   | antropóloga e poeta                 | Cuba           | m. 1991                                                                                |             |
| 14 de setembro | Hugo Benioff    | sismólogo e professor universitário | Estados Unidos | m. 1968 Medalha Arthur L. Day 1957 Medalha William Bowie 1965                          | [ 5 ] [ 6 ] |
| 3 de outubro   | Louis Hjelmslev | linguísta                           | Dinamarca      | m. 1965                                                                                |             |

## Mortes
| Data            | Nome                   | Profissão    | Nacionalidade                       | Observações                                   | Ref         |
| --------------- | ---------------------- | ------------ | ----------------------------------- | --------------------------------------------- | ----------- |
| 18 de fevereiro | Sophus Lie             | matemático   | Noruega                             | n. 1842 Medalha Lobachevsky 1897              |             |
| 18 de março     | Othniel Charles Marsh  | paleontólogo | Estados Unidos                      | n. 1831 Medalha Bigsby 1877                   | [ 7 ]       |
| 16 de agosto    | Robert Bunsen          | químico      | Primeiro Império Francês (Alemanha) | n. 1811 Medalha Copley 1860 Medalha Davy 1877 | [ 8 ] [ 9 ] |
| 1 de novembro   | Alexandre Brodowski    | engenheiro   | Polónia                             | n. 1856 (radicado no Brasil)                  |             |
| 20 de março     | Franz Ritter von Hauer | geólogo      | Império Austríaco                   | n. 1822 Medalha Wollaston 1882                | [ 10 ]      |

## Prémios
Medalha Bigsby
- Edgeworth David[7]

Medalha Bruce
- Arthur Auwers[11]

Medalha Copley
- John William Strutt[8]

Medalha Davy
- Edward Schunck[9]

Medalha Murchison
- John Horne[12]

Medalha Wollaston
- Charles Lapworth[10]